# Кружка Пифагора
Кружка Пифагора (кружка жадности, пифагоров сифон) — специальный сосуд, придуманный Пифагором. Якобы заставляет человека пить в умеренных количествах, позволяя заполнить чашу лишь до определённого уровня. Если человек заполняет выше, то содержимое полностью выливается.

## История
Считается, что Пифагор придумал эту кружку, чтобы все рабы пили одинаково, так как на Самосе было мало воды. Наливать нужно до определённой отметки, при превышении которой вода полностью вытекает из кружки. Также известна как Справедливая Чаша или Стакан Пифагора.

## Принцип действия
Кружка Пифагора выглядит снаружи как обычный сосуд для питья, но устроена как сифон. В центре кружки находится колонка, внутри которой проходит вертикальный канал, изогнутый вдвое. Канал изгибается в верхней части колонки и двумя концами опускается вниз, ко дну кружки. Оба конца выходят отверстиями в дне кружки, только один конец — внутрь кружки, у её дна, а второй конец — наружу кружки, насквозь через дно. Дно изготовлено толстым, таким образом между выходными отверстиями имеется разница по высоте в несколько сантиметров.
Когда кружку наполняют, жидкость, согласно закону о сообщающихся сосудах, через внутреннее отверстие у дна кружки поднимается по одному рукаву канала. Пока жидкости наливают не выше места изгиба канала, — а на внутренней стенке кружки имеется буртик, отмечающий этот уровень, — кружкой можно пользоваться по назначению.
Когда жидкости наливают больше отмеченного уровня, она перетекает через внутренний изгиб канала во второй рукав, сифон "включается" и жидкость выливается через сквозное отверстие в дне кружки наружу. При этом сосуд опустошается полностью.

## Современность
В настоящее время кружку Пифагора как сувенир продают в Греции повсеместно.
Пифагоров сифон — важный компонент стиральных машин, а именно отделения для кондиционера. Когда в отделение доливается вода, смесь кондиционера и воды выливается в бак почти полностью.
На этом принципе основаны некоторые разновидности унитазных бачков. Когда пользователь опускает колокол-сифон против архимедовой силы, вода начинает выливаться. Такие баки не текут, если наливной клапан исправен, и сами работают как перелив — если клапан течёт. Недостатки — устанавливаются только на высоте, от 0,5 м от унитаза; требуют применения силы, иначе слив получается слабый; с трудом сливают неполный бак; сложно сделать двухуровневый слив.

## Интересные факты
Герон Александрийский (ок. 10—70 годы н. э.) использовал кружку Пифагора как гидравлический компонент в своих изобретениях.